# Josef Štětka
Josef Štětka (13. ledna 1885 Chodouň – 24. října 1963 Praha) byl československý politik a poslanec Národního shromáždění za Komunistickou stranu Československa.

## Biografie
Vyučil se jako slévač v železárnách v Králově Dvoře, kde se už ve věku patnácti let podílel na organizování stávky učňů. Krátce také pracoval v korkárně Union ve Zdicích. Kvůli svým aktivitám při organizování oslav 1. máje v roce 1903 byl propuštěn z práce. Od roku 1906 byl členem Českoslovanské sociálně demokratické strany dělnické. Roku 1921 patřil mezi zakládající členy KSČ. Založil osvětový spolek Dělnický ochotník v rodné Chodouni, v letech 1919–1924 a 1929–1932 byl starostou Chodouně.
Profesí byl kovodělníkem. Podle údajů z roku 1935 bydlel v Suchdole. Postupně se začal politicky angažovat i na vyšších úrovních. V parlamentních volbách v roce 1925 se stal poslancem Národního shromáždění za KSČ. Mandát obhájil v parlamentních volbách v roce 1929 a parlamentních volbách v roce 1935. Po nich mu ale byl rozhodnutím volebního soudu odebrán poslanecký mandát a na jeho místo nastoupil Rudolf Dölling, jelikož byl v červnu 1935 odsouzen dle Zákona na ochranu republiky na 18 měsíců těžkého žaláře se ztrátou občanských práv na 5 let. V roce 1928 se stal krajským tajemníkem KSČ v Kladně. Od roku 1929 působil coby předseda ústřední kontrolní a revizní komise KSČ. Už ve 30. letech 20. století patřil mezi přední funkcionáře KSČ, přičemž byl reprezentantem dogmatického, radikálního křídla. V roce 1934 na něj byl vydán zatykač (spolu s Klementem Gottwaldem, Václavem Kopeckým a Josefem Krosnářem) v souvislosti s aktivitami KSČ v té době. Strávil devět měsíců v pankrácké věznici.
Druhou světovou válku strávil v exilu. V roce 1939 emigroval do Sovětského svazu, kde vstoupil do československých jednotek a pomáhal při osvobozování republiky.
Po obnově Československa se vrátil do politiky. V období po roce 1946 působil ve funkci předsedy poslaneckého klubu KSČ. Na VIII. sjezdu KSČ v březnu 1946 se stal předsedou revizní komise. Ve stejné funkci ho potvrdil i IX. sjezd KSČ roku 1949, X. sjezd KSČ v roce 1954 a XI. sjezd roku 1958. Po celou tuto dobu zastával i parlamentní křeslo. V letech 1945–1946 byl členem Prozatímního Národního shromáždění, v letech 1946–1948 Ústavodárného Národního shromáždění. Také v letech 1948–1960 zasedal v Národním shromáždění.